# Ekedalens barnhem
Ekedalens barnhem var ett barnhem i Majorna i Göteborg. 
Barnhemmet startades av Mimmi Svensson 1880 och fanns från 1910 på Kabelgatan i Majorna. Hemmet drevs med hjälp av donationer i kyrkans regi från och med 1896. Maria Martinson var föreståndare för hemmet 1900–1933 och kallades "Mor" av barnen. Hon har gett namn till Mors backe.
Holger Holm var ledamot av styrelsen för Ekedalens barnhem 1913-1941. Olof H Hanson som satt i styrelsen för Ekedalen låg bakom idén i Sverige om att sälja tändstickor för välgörande ändamål. För att få in pengar till Ekedalen började man sälja Barnhemsstickan, som sedan kom att utvecklas till Solstickan.
En av de som bodde på barnhemmet var professorn och politikern Hugo Hegeland.